# Уайсс, Дэниел Бретт
Дэниел Бретт Уайсс (англ. Daniel Brett Weiss; родился 23 апреля 1971) — американский сценарист и писатель. Его дебютный роман «Lucky Wander Boy» (2003) был посвящён компьютерным играм. Как сценарист, Уайсс принимал участие в создании киноэкранизаций различных произведений в жанрах научной фантастики и фэнтези. Наиболее известен по своей совместной работе с Дэвидом Бениоффом над фэнтезийным сериалом «Игра престолов», основанным на книгах Джорджа Р. Р. Мартина.

## Биография
Уайсс родился и вырос в еврейской семье в Чикаго, окончил Уэслианский университет. Он также получил степень магистра философии в области ирландской литературы в Тринити-колледже в Дублине и степень магистра изящных искусств в области творческого письма в Айовском университете в рамках программы Iowa Writers' Workshop.
Дебютный роман Уайсса, «Lucky Wander Boy», вышел в 2003 году.
В 2006 году Уайсс вместе с Джошем Олсоном был нанят компанией 20th Century Fox для переработки сценария фильма по серии компьютерных игр Halo, написанного Алексом Гарлендом. Переработка была завершена в том же 2006 году.
В 2003 году Уайсс и Дэвид Бениофф, бывшие друзьями со времен учёбы в университете, были наняты для работы над сценарием экранизации романа Орсона Скотта Карда «Игра Эндера» при участии Вольфганга Петерсена, на тот момент являвшегося и режиссёром фильма Этот сценарий позже был отброшен в пользу нового сценария, написанного самим Кардом
Уайсс также работал над сценарием к фильму-приквелу Я — легенда, но и этот проект был закрыт. В мае 2011 года продюсер Френсис Лоуренс заявил, что фильм был обречен с самого начала
С 2009 года Уайсс и Дэвид Бениофф заняты работой над фэнтезийным сериалом «Игра престолов», основанным на книгах Джорджа Р. Р. Мартина, как продюсеры и сценаристы. В 2021 году выходит срежиссированный Уайссом и Бениоффом сериал «Кафедра».

## Награды и номинации
| Год  | Итог      | Награда                               | Категория                                                   | Работа           | Примечания                                                                                 | Источники            |
| ---- | --------- | ------------------------------------- | ----------------------------------------------------------- | ---------------- | ------------------------------------------------------------------------------------------ | -------------------- |
| 2011 | Номинация | «Эмми»                                | Выдающийся драматический телесериал                         | «Игра престолов» | Совместно с 8 другими продюсерами и исполнительными продюсерами                            | [ 11 ]               |
| 2011 | Номинация | «Эмми»                                | Выдающийся сценарий для драматического телесериала          | «Игра престолов» | Совместно с Дэвидом Бениоффом                                                              | [ 11 ]               |
| 2012 | Победа    | «Хьюго»                               | Лучшая постановка, крупная форма                            | «Игра престолов» | Совместно с 8 другими сценаристами и режиссёрами                                           | [ 11 ]               |
| 2012 | Номинация | «Эмми»                                | Выдающийся драматический телесериал                         | «Игра престолов» | Совместно с 9 другими продюсерами и исполнительными продюсерами                            | [ 11 ]               |
| 2012 | Номинация | Премия Гильдии продюсеров США         | Выдающийся продюсер эпизодического телесериала, драма       | «Игра престолов» | Совместно с Кэролин Штраусс, Фрэнком Дольгером, Дэвидом Бениоффом и Марком Хаффэмом        | [ 11 ]               |
| 2012 | Номинация | Премия Гильдии сценаристов США        | Лучший новый телесериал                                     | «Игра престолов» | Совместно с Брайаном Когманом, Джейн Эспенсон, Джорджем Р. Р. Мартином и Дэвидом Бениоффом | [ 11 ]               |
| 2012 | Победа    | Премия журнала SFX                    | Лучший новый телесериал                                     | «Игра престолов» | Совместно с актёрским составом и съемочной группой                                         | [ 11 ] [ 12 ]        |
| 2012 | Номинация | Премия журнала SFX                    | Лучший телесериал                                           | «Игра престолов» | Совместно с актёрским составом и съемочной группой                                         | [ 11 ]               |
| 2012 | Победа    | Телевизионный фестиваль в Монте-Карло | Драматический телесериал: выдающийся международный продюсер | «Игра престолов» | Совместно с Дэвидом Бениоффом, Фрэнком Дольгером и Кэролин Штраусс                         | [ 11 ] [ 13 ] [ 14 ] |
| 2013 | Номинация | Премия Гильдии продюсеров США         | Выдающийся продюсер эпизодического телесериала, драма       | «Игра престолов» | Совместно с Фрэнком Дольгером, Кэролин Штраусс, Бернадеттой Колфилд и Дэвидом Бениоффом    | [ 11 ]               |
| 2013 | Номинация | Премия Гильдии сценаристов США        | Лучший драматический телесериал                             | «Игра престолов» | Совместно с Дэвидом Бениоффом, Джорджем Р. Р. Мартином, Брайеном Когманом и Джейн Эспенсон | [ 11 ]               |

## Политические взгляды
- В 2019 году подписал «Открытое письмо против политических репрессий в России»[15].